# Bundesstraße 3
Die Bundesstraße 3 (Abkürzung: B 3) ist eine Bundesstraße in Deutschland. Sie beginnt seit 1. Februar 2021 in Hamburg, sie verläuft hier über die Köhlbrandbrücke. Dann ist sie unterbrochen bis zum Buxtehuder Ortsteil Ovelgönne. Ab dort führt sie weiter über Celle, Hannover, Göttingen, Kassel, Marburg, Gießen, Frankfurt am Main, Darmstadt, Heidelberg, Karlsruhe, Ettlingen, Baden-Baden, Offenburg und Freiburg in den Südwesten der Bundesrepublik und endet in Weil-Otterbach an der Bundesgrenze zur Schweiz, wo sie als Hauptstrasse 3 bzw. 7 nach Basel in die Schweiz weiterführt.
Durch den Neubau von Umgehungsstraßen trägt sie teilweise den Namen Bundesstraße 3n. In Hessen tragen die Umgehungen und Neubauten den Namen Bundesstraße 3a. Im Abschnitt von Darmstadt bis Wiesloch trägt sie den (zusätzlichen) Namen Ferienstraße Bergstraße.

## Geschichte

### Ursprung
Die Bundesstraße 3 verläuft entlang der Route sehr alter, teils auch schon vor dem Mittelalter bedeutender Handels- und Transportwege: Eine Römerstraße, zum Teil entlang des Obergermanisch-Raetischen Limes, verband von Colonia Claudia Ara Agrippinensium (CCAA, Köln) kommend unter anderem Mogontiacum (Mainz) mit Basilia (Basel, Schweiz).
Die „Geleitstraße“ zwischen Frankfurt am Main und Heidelberg gehörte bis 1461 zum Erzbistum Mainz, danach von 1461 bis 1651 zur Kurpfalz. Im Jahre 1661 einigten sich das Erzbistum Mainz und die Landgrafschaft Hessen-Darmstadt über die Aufteilung der Einnahmen aus dem Straßenzoll: Das Erzbistum Mainz organisierte die Geleitzüge auf dem Abschnitt Frankfurt am Main–Heppenheim zu Zeiten der Frankfurter Messe, die Landgrafschaft Hessen-Darmstadt organisierte die Geleitzüge zu den übrigen Zeiten.

### Ausbau zur Chaussee im 18. Jahrhundert
Aufgrund ihrer Bedeutung wurde die Bergstraße nördlich und südlich von Heidelberg schon ab 1759 zur festen Straße (Chaussee) ausgebaut. Da die Fronarbeit der umliegenden Gemeinden nicht die für den Straßenbau erforderliche Qualität brachte, wurden ab 1763 Straßenbauarbeiter aus dem Allgäu angeworben. Ab 1771 wurden auch die Streckenabschnitte im Breisgau zur Kunststraße ausgebaut.
Auch in Norddeutschland wurde die Leinetalstraße zwischen Hannover und Göttingen ab 1768 zur Chaussee ausgebaut. Nach der Hamelner Chaussee (heute B 217) ist diese Straße somit die älteste Kunststraße in Norddeutschland. Ein Jahrzehnt später (1777) wurde die Teilstrecke zwischen Göttingen und Kassel ebenfalls zur Chaussee ausgebaut.
Danach folgte der Abschnitt Hannover-Celle, der mitten durch das Große oder Müggenburger Moor hindurchgeführt werden sollte. Im Einzelnen ergibt sich dort folgendes Bild: Um den vermehrten Waren- und Personenverkehr von Süden nach Norden in sichere Bahnen zu leiten, gab die Regierung in Hannover im Jahre 1776 den Planungsauftrag für eine neue Streckenführung und eine befestigte Straße von Hannover nach Celle. Zu der Zeit mussten sich die Frachtfuhrleute, Postboten und Reisenden noch mit einer schlecht ausgebauten Poststraße, die über Ramlingen, Engensen und Bothfeld nach Hannover führte, begnügen.
Im Jahre 1779 begann man mit dem Bau der von Hannover über Altwarmbüchen, Kirchhorst und Schillerslage nach Celle führenden Heerstraße. Hierbei mussten die Bewohner aller Ortschaften, die bis zu drei Meilen von ihr entfernt lagen, unentgeltlich Hand- und Spanndienste leisten. Bis Stelle konnte man auf die bereits bestehende Trasse der Heer- und Poststraße Hannover-Burgdorf-Peine-Braunschweig zurückgreifen.
In den Jahren 1779 bis 1783 hatte Burgdorf aus seinem Amtsbereich täglich vier Zweispänner-Wagen für den Spann- und zehn Männer für den Handdienst abzustellen. Aus Ramlingen waren alle 17 Stelleninhaber am Straßenbau beteiligt, sie leisteten insgesamt 443 Spann- und 371 Handdienste bei einem Neun-Stunden-Arbeitstag. Ende 1781 war die Straße bis Altwarmbüchen fertiggestellt, so dass schon 1782 der Postverkehr über diesen „neuen Postweg“ geleitet werden konnte. Im Jahre 1783 wurde von der Fertigstellung der Strecke vom hannoverschen Posthof bis zum Lister Turm berichtet. In einem Pachtvertrag vom 19. Mai 1784 wird schließlich die Fertigstellung der gesamten Chaussee erwähnt.
Wilhelm von Hassell spricht von Anfangsschwierigkeiten beim Weiterbau: „So kam es, dass nicht einmal die Chaussee von Hannover nach Celle, deren Anfang noch heute durch die ‚alte Celler Heerstraße’ bezeichnet wird, fertiggestellt werden konnte und dass der Weiterbau derselben in den drei Richtungen: nach Braunschweig, nach Lüneburg und nach Harburg kaum über die ersten Anfänge hinauskam.“

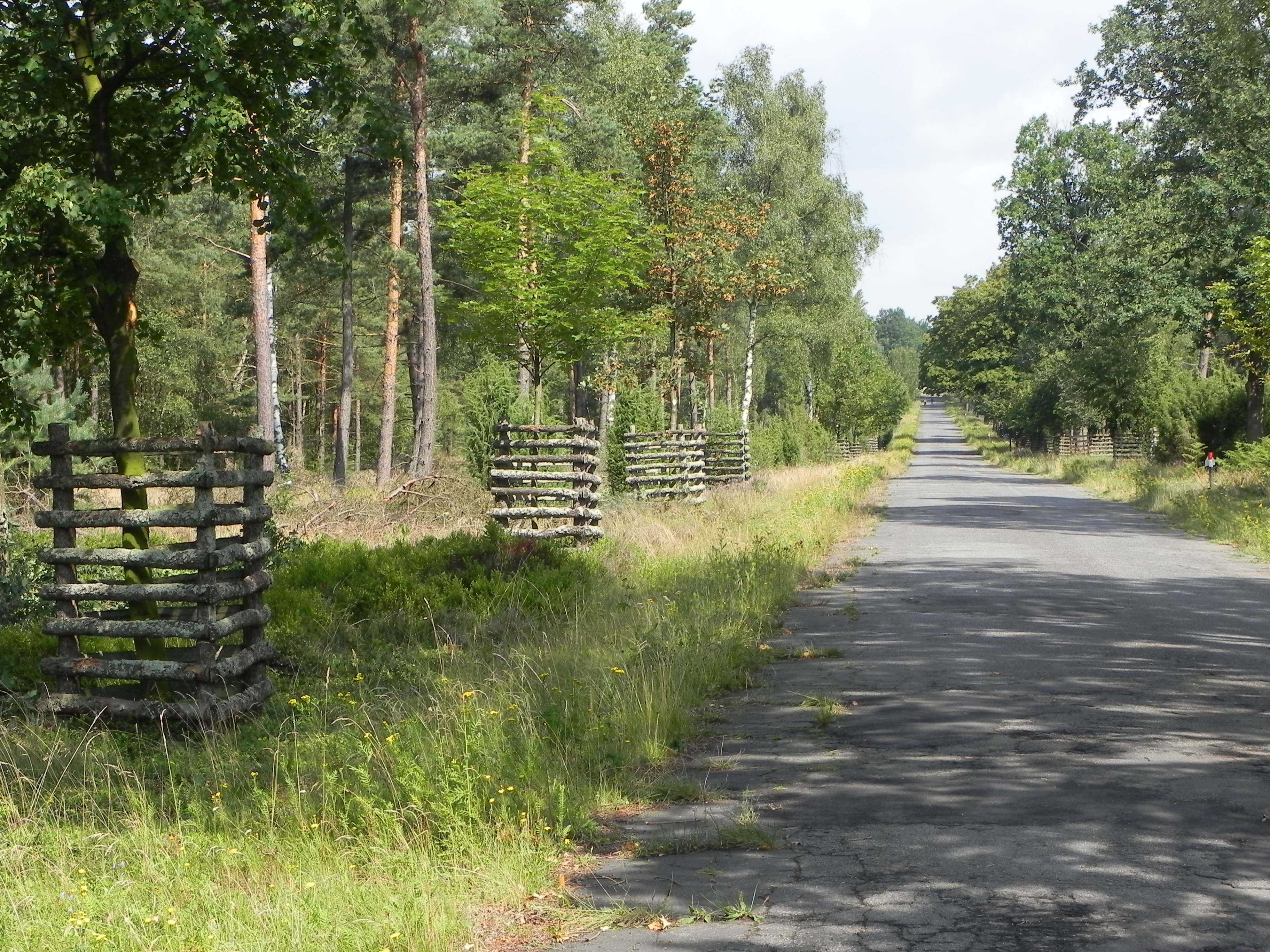
Abschnitt der damaligen Reichsstraße 3 auf dem Truppenübungsplatz Bergen

Im Zuge der Errichtung des Truppenübungsplatzes Bergen musste der über den Übungsplatz verlaufende Teil der Straße verlegt werden. Zwischen Wardböhmen und der Anschlussstelle Soltau-Süd der A 7 wurde 1936/37 parallel außerhalb des Platzes eine neue Streckenführung gebaut. Die alte Strecke nutzt das Militär heute zu Übungszwecken.
In den 1950er Jahren galt die Bundesstraße 3 im Abschnitt zwischen Dibbersen und Nörten-Hardenberg als eine der gefährlichsten und unfallträchtigsten Fernstraßen in der damaligen Bundesrepublik. Hierzu trug nicht nur der stetig steigende Verkehr auf dieser Strecke bei, sondern auch das Fehlen jeglicher Ortsumgehungen und ganz besonders der sehr unzureichende Straßenzustand.
Am 7. Mai 2010 wurde auf der Verkehrsinsel vor dem Ehlershäuser Bahnhof eine originalgetreue Replik eines historischen Meilensteins eingeweiht.

### Frühere Strecken und Bezeichnungen
Die heutige Bundesstraße 3 durchquert zahlreiche ehemals selbständige Länder, in denen die Straßenbezeichnung höchst unterschiedlich war.
In Kurfürstentum Hessen wurde die 1831 als Hauptstraße erster Klasse eingeordnete Straße nördlich von Kassel als Göttinger Straße und südlich von Kassel bis zur Grenze zum Großherzogtum Hessen bei Fronhausen als Frankfurter Straße bezeichnet.
Die Landstraße von Frankfurt am Main nach Basel wurde 1901 als Großherzoglich Badische Staatsstraße Nr. 1, 1907 aber als Landstraße Nr. 1 Frankfurt–Basel bezeichnet.
Bei der ursprünglichen Nummerierung 1932 führte die damalige Fernverkehrsstraße 3 (FVS 3), 1934 in Reichsstraße 3 (R 3) umbenannt, über den heutigen Streckenverlauf hinaus über Hamburg nach Lübeck. Dieser nördlichste Streckenabschnitt wurde 1937 zum Bestandteil der verlängerten Reichsstraße 75.

## Charakteristik
Im Norden verläuft die B 3 überwiegend gerade. Zwischen Celle und Schillerslage (nordöstlich von Hannover) ist sie autobahnähnlich ausgebaut. Ab der Anschlussstelle Beinhorn ist sie durch die A 37 ersetzt und geht am Autobahnkreuz Hannover-Buchholz in den Messeschnellweg über. Am Seelhorster Kreuz zweigt sie rechts ab und verbindet sich auf dem Südschnellweg bis zum Landwehrkreisel in Oberricklingen mit der B 6 und der B 65. Dort zweigt sie in südlicher Richtung links ab. Südlich von Hannover wird sie schmaler und kurviger, dennoch besitzen die meisten Orte bis Göttingen Ortsumgehungen.

Von Göttingen bis Kassel ist die B 3 stark kurvig. Der Verlauf ist aber landschaftlich sehr reizvoll, vor allem entlang der Fulda zwischen Hann. Münden und Kassel.

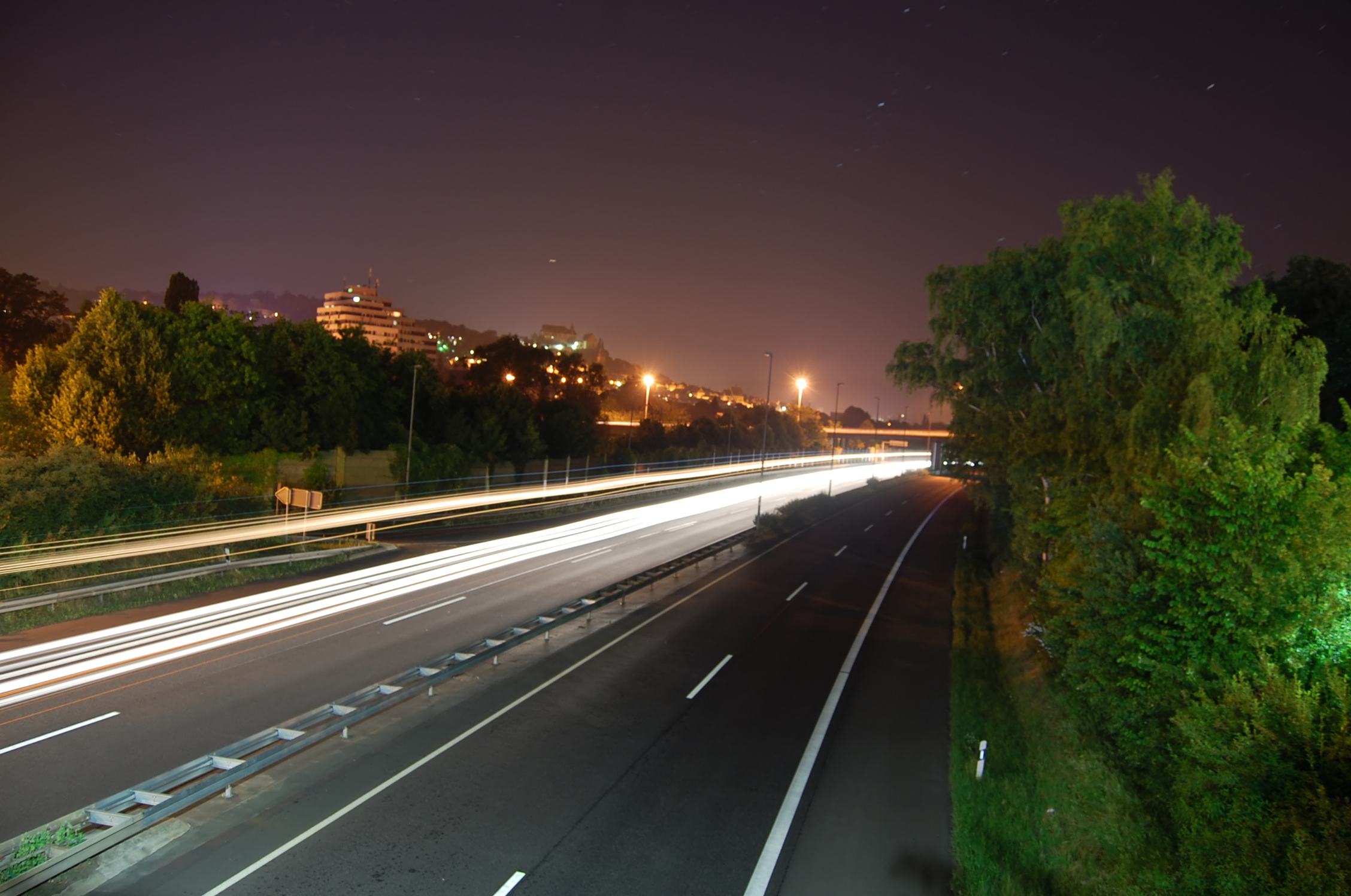
Die B 3 als „Gelbe Autobahn“ in Marburg (Lahn)

Ebenfalls kurvenreich ist sie zwischen Borken und Marburg. Diese Strecke wird auch von sehr vielen LKW benutzt, für die die B 3 eine Abkürzung zwischen Kassel und Gießen bzw. Frankfurt am Main darstellt, was zu einer starken Belastung für die Anwohner der an der B 3 gelegenen Ortschaften geworden ist. Im Oktober 2006 wurde ein Durchfahrverbot für LKW über zwölf Tonnen durchgesetzt. Gleichzeitig wurde bis 2007 jeder Ausbau nach dem allgemein üblichen Standard unterlassen. Eine neue Trassierung war auch 2008 nicht in der Planfeststellung. Das Durchfahrverbot galt auf der B 3 von der Anschlussstelle Borken der A 49 bis zur Kreuzung mit der Bundesstraße 62 bei Cölbe. Mit einem Urteil des Verwaltungsgerichtshofes Kassel im November 2009 wurde dieses LKW-Fahrverbot wieder aufgehoben. Im April 2010 wurde auf derselben Strecke, zunächst befristet, ein nächtliches Durchfahrverbot für LKW über 3,5 Tonnen angeordnet. Im folgenden Winter wurde dieses Verbot unbefristet verlängert und nächtliche Geschwindigkeitsbeschränkungen auf 30 km/h im Umfeld der B 3 angeordnet.
Ab den 1970er Jahren bis Ende der 1990er Jahre wurde der Streckenabschnitt von dort über Marburg bis zum Anschluss an die A 485 bei Gießen abschnittsweise als vierstreifige Autobahnähnliche Straße ausgebaut. Im Stadtgebiet von Marburg verläuft die Strecke im Bereich des Bahnhofs auf einer Länge von etwa 800 m aufgeständert als Hochstraße. Auf Grund von Auseinandersetzungen über die Umweltverträglichkeit kam es immer wieder zu Unterbrechungen des Ausbaus und zu einem Verbleib einer zweistreifigen Ausbaulücke von 4,6 km bei Weimar (Lahn) zwischen den Ortsteilen Niederweimar und Roth, die jedoch am 11. Mai 2011 geschlossen worden ist. Zwischenzeitlich war geplant, den autobahnähnlichen Abschnitt von der südlichen Marburger Stadtgrenze (Ausfahrt Niederweimar) bis zum Übergang in die A 485 bei Gießen ohne bauliche Veränderungen zur Bundesautobahn umzuwidmen. Die Stadt versprach sich davon eine höhere Attraktivität für Unternehmensansiedlungen. Das Vorhaben scheiterte, da nicht alle an der Strecke liegenden Gemeinden zustimmten.
Streckenweise wird die B 3 südlich von Karlsruhe verlegt (siehe Abschnitt Bundesstraße 3n). Seit dem 20. Juli 2009 umgeht die B 3 Bad Krozingen auf einer neuen, südöstlich um den Kurort herum führenden Umgehungsstraße.

## Ersetzungen

### Ersetzungen in der Vergangenheit
Von der B 3 aus Richtung Norden bei Schneverdingen führt die B 3n zur Anschlussstelle Schneverdingen der Bundesautobahn 7 die über ihre Anschlussstelle Soltau-Süd die B 3 Richtung Süden anbindet.
In der Region Hannover wurde die Bundesstraße 3 teilweise durch die Bundesautobahn 37 ersetzt, und zwar zwischen den Anschlussstellen Burgdorf-Beinhorn und Hannover-Misburg.
Von Kassel bis kurz hinter Borken wurde sie auf etwa 40 km durch die Bundesautobahn 49 ersetzt, die zwischen Kassel und Gudensberg auf der alten Trasse der Bundesstraße 3 und zwischen Gudensberg und Borken weitgehend parallel zu dieser gebaut wurde.
Im Bereich der Stadt Gießen wurde die Bundesstraße 3 zur Bundesautobahn 485 ausgebaut.
Zwischen Egelsbach und dem Offenbacher Kreuz sowie seit 1995 im Stadtgebiet Frankfurt am Main zwischen Friedberger Landstraße und dem Preungesheimer Dreieck führt die Bundesstraße 3 über die Bundesautobahn 661. Der letztgenannte Abschnitt wurde dabei zwischen 1995 und 2001 als Bundesstraße 3a bezeichnet.

### Bundesstraße 3n
Als Bundesstraße 3n werden amtlich Straßenabschnitte bezeichnet, die als Umgehungsstraßen die alte B 3 ersetzen. Dabei werden sie allerdings meist als B 3 beschildert und vielfach auch so bezeichnet. Die Straßeninformationsbank Niedersachsen kennt keine B 3n, sondern bezeichnet freigegebene Ortsumfahrungen im Zuge der B 3 als B3, wie die neue Ortsumfahrung Hemmingen.

#### Niedersachsen
Zurzeit (2016) werden in Niedersachsen vier Straßen-Abschnitte als B 3n bezeichnet:
- In Neu Wulmstorf ist ein Bauabschnitt unter Verkehr und zwei in Planung.
- Östlich von Schneverdingen ist die neue B 3 vollständig unter Verkehr.
- Bei Celle sind die beiden südlichsten Bauabschnitte unter Verkehr, für die anderen drei besteht noch kein Baurecht.
- Bei Hemmingen ist die neue B 3 unter Verkehr.

##### Ortsumfahrung Neu Wulmstorf
Als erster Bauabschnitt zur Verlegung der B 3 und zum späteren Anschluss an die A 26 wurde am 11. Juli 2011 die Ortsumfahrung Neu Wulmstorf nach zwei Jahren Bauzeit für den Verkehr freigegeben. Sie verläuft von der L 235 südlich Rübke unter der Bezeichnung B 3neu von der im Februar 2023 zunächst in Fahrtrichtung Westen freigegebenen Autobahnanschlussstelle Neu Wulmstorf über die Bahnlinie Hamburg-Cuxhaven zur B 73 zwischen Buxtehude-Ovelgönne und Neu Wulmstorf, wo die B 3n heute etwa 3 km östlich des bisherigen Beginns der B 3 endet.

##### Ortsumfahrungen Ketzendorf und Elstorf
Die Zusammenführung mit der Streckenführung der B 3 bei Elstorf ist in Planung. Hierzu soll die B 3 als Verbindungsachse zwischen A 1 und A 26 dienen und bis 2028 fertiggestellt sein. Im Genehmigungsverfahren zum zweiten 2,8 km langen Bauabschnitt sollte bis zum Frühjahr 2016 eine Vorzugsvariante für die Trassenführung erarbeitet werden, auf Basis derer die Flächennutzungspläne geändert werden sollten. Dabei zeigte sich jedoch, dass eine Festlegung für die östliche oder westliche Umfahrung der stillgelegten Siedlungsabfalldeponie Ketzendorf II nicht möglich ist, ohne bereits Vorentscheidungen für den dritten Bauabschnitt zu treffen. Daher müssen beide Abschnitte zusammen geplant werden.
Dieser dritte Bauabschnitt, eine Fortführung als westliche Ortsumgehung Elstorf und Wiederanschluss an die B 3 auf der Höhe der K 31/K 52 (Rosengartenstraße), war im Bundesverkehrswegeplan 2003 jedoch als weiterer Bedarf ohne Planungsrecht eingestuft. Der Bundesverkehrswegeplan 2030 vom August 2016 kategorisiert den dritten Bauabschnitt nun als vordringlichen Bedarf. Die Vorplanung findet seit 2018 statt (Antragskonferenz am 16. August 2018, Planungswerkstatt mit Bürgerdelegierten am 22. März 2019). Am 11. Dezember 2019 wurde die Vorzugsvariante als „2+1-Querschnitt“ westlich von Elstorf mit Unterführung der B 73 und Überführung der bisherigen B 3 bei Ardestorf vorgestellt.
Das Raumordnungsverfahren zur Trassenführung in der Vorzugsvariante 1.3 wurde am 15. Oktober 2020 abgeschlossen.
Die weitere Planung sieht vor, das Planfeststellungsverfahren 2024 einzuleiten und den Bau von 2026 bis 2028 durchzuführen.

##### Östlich von Schneverdingen
Vom 21. Oktober 2013 bis August 2014 wurden die Bauarbeiten für die neue Ortsumgehung bei Heber sowie die neue Autobahnauffahrt „Schneverdingen“ an der A 7 durchgeführt. Bei Heber wurden 900 m Neubaustrecke sowie zwei 4-armige Kreisel in Heber und an der Autobahnausfahrt gebaut. 4000 m der ehemaligen K 35 und 2600 m der ehemaligen L 170 wurden umgewidmet zur neuen B 3. Der Abschnitt der ehemaligen L 170 wurde auf etwa 700 m neu ertüchtigt. Diese neuen Verbindungen wurden geschaffen, um die Dörfer Heber, Bispingen und die Stadt Soltau sowie die Autobahnabfahrt Soltau-Ost zu entlasten und die gesamte Heideregion besser an die A 7 anzubinden.

##### Ortsumgehung Celle
Das dritte Bauprojekt ist die Ortsumgehung östlich und nördlich an Celle vorbei, mit einer Länge von 23,9 km. Dadurch wird der Durchgangsverkehr an Celle vorbeigeleitet, die Ampelstopps in der Innenstadt entfallen und die andauernden Staus im Berufsverkehr werden unterbunden. Die Bauarbeiten begannen Anfang 2007, sie sind in fünf Bauabschnitte (1–5, von Süd nach Nord) aufgeteilt.
Der erste Bauabschnitt „südlich Celle bis nördlich Ehlershausen“ mit der Ortsumfahrung Adelheidsdorf, der Anbindung an Nienhagen und an Celle-Westercelle (Länge 7,4 km) wurde im Juni 2009 fertiggestellt.
Der zweite Abschnitt ist der „Südteil Celle Ortsumfahrung Celle“ mit einer Länge von 3,2 km. Er beginnt im Ortsteil Westercelle, an der alten B 3, überquert die Fuhse und trifft östlich von Celle auf die Bundesstraße 214 im Ortsteil Altencelle. Dieser Abschnitt wurde am 20. Juni 2013 fertiggestellt und eröffnet.
Bauabschnitt drei ist der „Mittelteil Celle OU Celle“ (5,2 km). Dieser verläuft zwischen Celle und Celle-Altencelle, überquert nördlich von Altencelle die Aller, führt im Nordosten von Celle an Celle-Lachtehausen und westlich an Celle-Altenhagen vorbei und endet hier an der B 191.
Am 2. Oktober 2012 hat das Niedersächsische Oberverwaltungsgericht Lüneburg auf Klage des BUND in seinem Urteil mit aufschiebender Wirkung beschlossen, dass dieser Bauabschnitt mit der Allerquerung vorerst nicht begonnen werden darf. Nach Prüfung der Planfeststellungsunterlagen beständen Zweifel, ob die Vorschriften des europäischen Naturschutzrechts zum Schutz von Tieren, Pflanzen und Lebensräumen ausreichend berücksichtigt worden sind. Nach der Einigung im Klageverfahren zwischen der Niedersächsischen Landesbehörde für Straßenbau und dem BUND erfolgte die Baufreigabe. Am 16. November 2019 wurde mit dem Weiterbau des Mittelteils begonnen. Archäologische Funde im Oktober 2020 führten bis zum Abschluss der Untersuchungen 2024 zu Beeinträchtigungen im Bau. Die Verkehrsfreigabe wird für 2027 prognostiziert (Stand 2024).
Abschnitt vier mit einer Länge von 2,4 km, ist der „Nordteil OU Celle“. Er beginnt an der B 191 und endet an der B 3 zwischen Celle und Celle-Groß Hehlen. Das Planfeststellungsverfahren wurde am 26. Oktober 2016 eingeleitet.[veraltet] Am 16. Januar 2019 fand hierzu ein Erörterungstermin statt.
Der fünfte und letzte Teil „Ortsumgehung Groß Hehlen“ mit einer Länge von etwa 5,5 km, verläuft zwischen Celle-Klein Hehlen und Celle-Groß Hehlen, führt dann westlich an Groß Hehlen vorbei und trifft nördlich des Ortes auf die B 3. Der Vorentwurf dieses Abschnitts befindet sich (Stand November 2020) im Genehmigungsverfahren.

##### Hemmingen
Die westliche Ortsumgehung von Hemmingen in Niedersachsen, unmittelbar südlich von Hannover, ist seit den 1960er Jahren in Vorbereitung. Seit einem Urteil des Bundesverwaltungsgerichts vom 9. Juni 2010 besteht für diesen Streckenabschnitt Baurecht. Das Bundesministerium für Verkehr, Bau und Stadtentwicklung hat die benötigten 50 Millionen Euro im Juli 2014 freigeben. Im Dezember 2014 war offizieller Baubeginn der 7,5 km langen Umgehung, im September 2019 sollte sie fertiggestellt werden. Nach Verzögerungen wurde die Strecke am 20. November 2020 freigegeben.

#### Baden-Württemberg

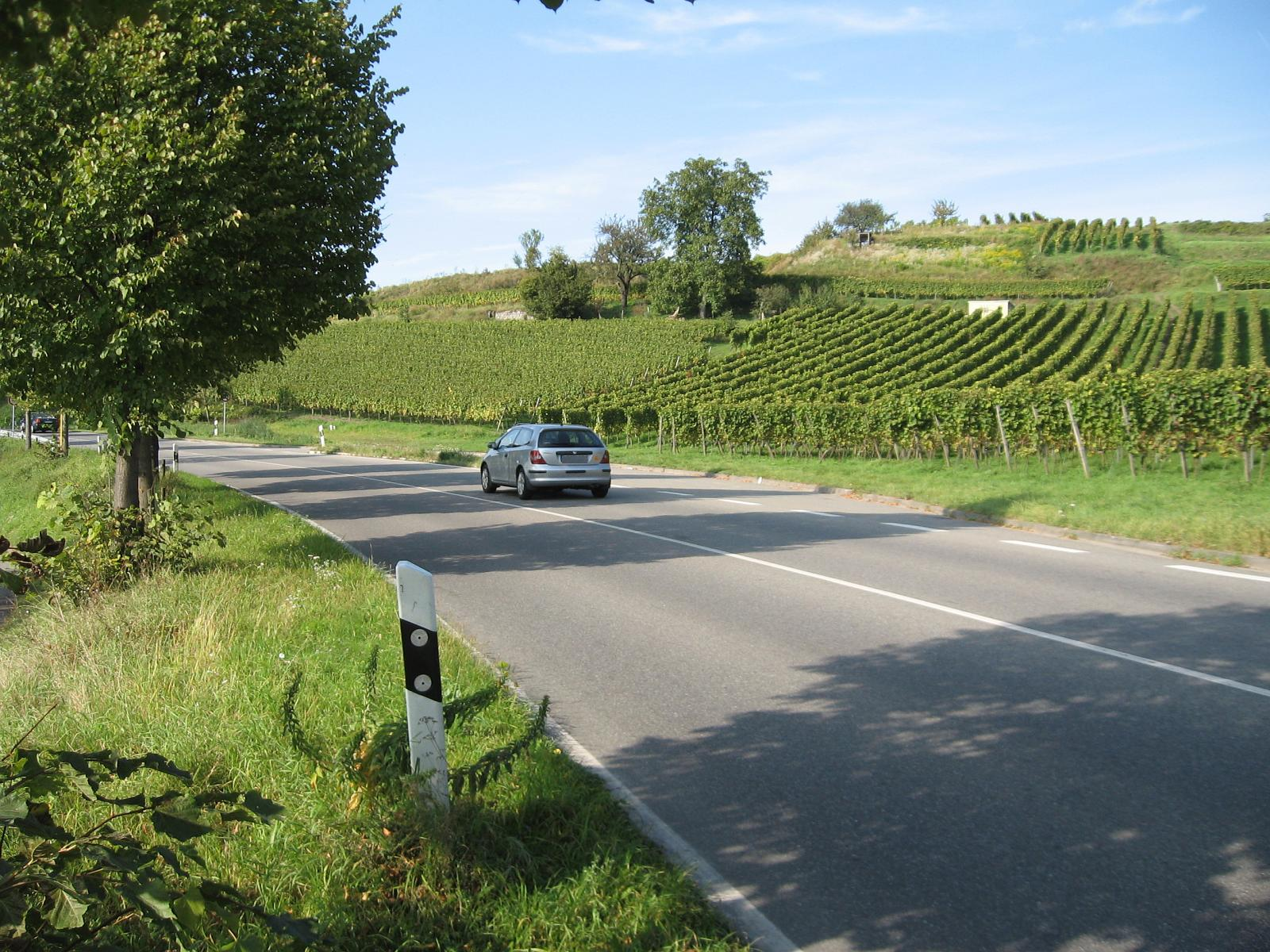
Bundesstraße an der Bergstraße zwischen Heppenheim (Hessen) und Laudenbach (Baden-Württemberg). Die Bundesstraße wird hier aufgrund der landschaftlich attraktiven Lage am Westabfall des Odenwalds auch touristisch als Reiseroute vermarktet.

Streckenweise wird die B 3 zwischen Rastatt und Achern verlegt und größtenteils mit der Ausbau- und Neubaustrecke Karlsruhe–Basel gebündelt.
Abgeschlossene Teilstrecken sind beispielsweise zwischen Rastatt und Baden-Baden-Oos (inkl. Anschlussstelle A 5 Rastatt-Süd), zwischen Sinzheim-Kartung und dem Sinzheimer Bahnhof und zwischen Steinbach über Bühl bis Achern. Der Sinzheimer Abschnitt ist bis zur Fertigstellung des Lückenschlusses, welcher geplant und teilweise auch bis November 2017 in Bau ist, als Landesstraße 80 gewidmet.
Obwohl die „neue“ B 3 zwischen Rastatt-Münchfeld und Haueneberstein bereits fertiggestellt wurde, ist im Bundesverkehrswegeplan 2030 eine neue Kuppenheimer Umfahrung als „Weiterer Bedarf“ geplant. Diese soll bereits vor der Anschlussstelle Rastatt-Süd Richtung Kuppenheim abzweigen, parallel zur A 5 an Förch vorbei verlaufen und entlang des Daimler-Presswerks an die B 462-Anschlussstelle Bischweier anschließen.

## Weiterer Ausbau

### Hessen

#### Ausbau 2006 bis 2011
Im Frühjahr 2007 wurde zwischen Marburg und Gießen mit dem vierstreifigen Ausbau des letzten zweistreifigen Abschnitts von 4,6 km Länge zwischen den Weimarer Ortsteilen Niederweimar und Roth begonnen. Im November 2009 wurde ein Teilstück der neuen Fahrbahn Richtung Gießen fertiggestellt. Nach ursprünglichen Planungen sollte die B 3 ab Dezember 2010 von Marburg bis Gießen durchgängig vierspurig befahrbar sein, was aufgrund des frühen Wintereinbruchs nicht realisiert werden konnte. Die Freigabe der Neubaustrecke erfolgte am 11. Mai 2011.
Nach der westlichen Verlegung zwischen Frankfurt am Main, Bad Vilbel und Karben werden die Baumaßnahmen nun bis Friedberg fortgesetzt. Dort schließt die B 3 als Ortsumgehung an den ebenfalls schon etwas länger vorhandenen Umgehungsteil von Bad Nauheim an. Wie das Teilstück von Frankfurt am Main bis Karben, wird sie zunächst als B 3a bezeichnet. 2006 war bei Friedberg Baubeginn, Anfang 2009 waren schon mehrere Brücken errichtet und die Fahrbahn betoniert, im Sommer 2009 wurde die Umgehung von Friedberg fertiggestellt.

#### Ausbau 2012 bis 2017
Der Baustart für die sich südlich an die Umgehung von Friedberg anschließende Ortsumgehung Wöllstadt erfolgte am 13. November 2012. Im Jahr 2016 wurde die Verkehrsfreigabe auf Sommer 2017 verschoben. Diese fand am 14. August 2017 statt, wobei bis zur endgültigen Fertigstellung der Ortsumgehung am 19. September 2018 noch weitere Bauarbeiten ausgeführt wurden. Neben Anschlüssen an die neue Straße wurde auf der alten B 3 zwischen Friedberg und Ober-Wöllstadt ein Radweg eingerichtet.

#### Weitere Planungsvorhaben
Vom Ausbauende bei Karben bis Wöllstadt waren die Planungen im Jahr 2016 jedoch noch offen. Hier verläuft die B 3 schon bisher überwiegend am Rand der Siedlungsflächen, nur der Stadtteil Okarben wird in der Siedlungsfläche durchschnitten. Die Ausbaustrecke soll bei Karben gemäß der bereits spätestens 2008 vom damaligen Amt für Straßenbau und Verkehr Gelnhausen gemeldeten Vorzugsvariante weitgehend auf der bestehenden Trasse verbleiben und lediglich an den Rand eines Wohngebietes von Okarben, welches am Hang liegt (Straßberg), verlegt werden. Als Alternative wurde eine teilweise Einhausung auf der bestehenden Trasse gemeldet. Bürgerinitiativen versuchen, die Planungen zu beeinflussen. Gefordert wird einerseits eine entferntere Trasse, von anderer Seite ein Verlauf im Trassenkorridor der bestehenden Bundesstraße (Stand 2016).
Im Februar 2021 wurde die Hamburger Köhlbrandbrücke als neues nördliches Ende der B 3 gewidmet. Dies geschah, um den bis 2030 geplanten Ersatzneubau der Köhlbrandquerung leichter mit Bundesmitteln fördern zu können. Nachdem lange Zeit eine Tunnellösung favorisiert wurde, beschloss der Hamberger Senat am 2. April 2024 eine neue Brücke. Diese soll mit rund 73,5 Metern eine um 20 Meter größere Durchfahrtshöhe für Schiffe bieten, und ersten Schätzungen zufolge etwa 5,3 Milliarden Euro kosten. Ein Tunnel wäre angeblich mit rund 7 Milliarden Baukosten nochmals teurer geworden. Der Bau soll in den Jahren 2033 bis 2042 erfolgen, der erst nach Streckenfreigabe geplante Rückbau der alten Brücke könnte sich bis 2048 hin ziehen.

## Lkw-Maut
Seit dem 1. August 2012 wird auf dem Abschnitt Cölbe – Gießener Nordkreuz (A480) eine Lkw-Maut erhoben. Außerdem auf der Strecke Bad Vilbel – Preungesheimer Dreieck und auf zwei Teilstrecken zwischen Ehlershausen und Hannover.
Seit dem 1. Oktober 2015 gilt die LKW-Maut zudem zwischen Karlsruhe-Süd (A 5) und Ettlingen-West.
Seit Juli 2018 fällt die Lkw-Maut auf allen deutschen Bundesstraßen an.